# 陳奐
陳奐（1786年—1863年），字倬雲，號碩甫。晚號南園老人，江蘇蘇州人，清朝学者，經學家。

## 生平
咸丰元年（1851年）举孝廉方正。二十五歲時从吴县江沅治古学。二十七歲又受学於段玉裁。陈奂在北京認識御史胡承珙，一起研究《毛诗》。胡承珙去世前，把所著《毛诗校笺》草稿留给陈奂。道光二十九年（1849年）四月，陈奂應两江总督陆建瀛之邀，赴金陵校刻金鹗《求古录礼说》、郝懿行《尔雅义疏》、胡培翚《仪礼正义》等书。咸豐六年（1856年），太平軍陷金陵，陈奂避禍蘇州，在潘曾玮家中教書。晚年家居授徒，有徒弟管庆祺、丁士涵、马钊、费锷等。同治二年（1863年）去世，享年七十八歲。陳奐對《毛詩》有深入研究，“博征古书，发明其义”，著有《詩毛氏傳疏》三十卷。

## 家族
祖父陈浩於乾隆年間移居苏州，入籍长洲。

## 延伸阅读
[在维基数据编辑]
 《清史稿·卷482》，出自趙爾巽《清史稿》